# تولون (اردبیل)
تولون یکی از روستاهای مشهور استان اردبیل است که در بخش مرکزی شهرستان گرمی در مرز ایران و جمهوری آذربایجان واقع شده‌است.

## جغرافیای تولون
روستای تولون در ۲۵ کیلومتری جنوب غرب شهر گرمی مغان در ۴۸ درجه و ۴ دقیقه طول شرقی و ۳۸ درجه و ۵۶ دقیقه عرض شمالی، در مرز ایران وجمهوری آذربایجان، بین روستاهای آرمار مشهدلو، سلیمانلو، لسگه درق، خان‌کندی و عزیزلو واقع شده‌است.

### آب و هوا
روستای تولون دارای آب و هوایی کوهستانی و خنک در تابستان و سرد و برفی در زمستان می‌باشد. بارندگی این روستا قابل ملاحظه بوده و حتی در خشک‌ترین ماه‌های سال نیز دارای بارندگی می‌باشد میانگین دمای سالانه تولون ۹/۲ درجه سانتیگراد با میانگین بارندگی سالانه ۴۰۶ میلی‌متر می‌باشد. متوسط بیشینه دمای آن در مردادماه تا مثبت بیست و یک (۲۱) درجه سلسیوس افزایش می‌یابد درحالیکه میانگین کمینه دمای آن در دی ماه تا منفی سه (۳-) درجه سلسیوس کاهش می‌یابد. بیشترین متوسط بارش در اردیبهشت ماه به میزان ۵۸ میلی‌متر بوده و کمترین متوسط بارش در تیرماه به مقدار ۱۸ میلی‌متر می‌باشد. این ویژگی‌های اقلیمی و موقعیّت توپوگرافیکی، شرایط جوّی و آب و هوایی منحصربفرد تولون موجب شده‌است تا بیشتر اهالی آن به صورت خوش‌نشین از اواسط بهار و در ماه‌های گرم سال خصوصاً مرداد و شهریور به روستا آمده از آب و هوای خنک و مطبوع آن لذّت کافی را ببرند. اکثر اهالی بقیه فصول سال را جهت انجام فعالیت‌های اقتصادی و کسب درآمد در شهرهای دور و نزدیک همچون تهران، اردبیل و گرمی ساکن می‌باشند.

نمودار اقلیمی روستای تولون

#### طوفان تولون
تاریخچه اقلیم شناسی و هواشناسی این روستا شاهد رخداد پدیده های آب و هوایی گوناگونی بوده است که شدیدترین آنها در یک قرن اخیر طوفان ۱۳۹۸ تولون نامیده شده است که منجر به تخریب بیش از یک سوم روستای تولون شد و چندین مجروح برجا گذاشت. 

## تاریخچه تولون
تولون از روستاهای تاریخی و مهم منطقه مغان محسوب می شود این روستا در دوران نادرشاه افشار از شهرت و آبادانی خاصی برخوردار بوده است. درتاریخ معاصر نیز در جریان جنگ جهانی دوم
نیروهای ارتش سرخ شوروی هنگام عبور از مرزهای تولون با مقاومت اهالی این روستا به فرماندهی خان شجاع منطقه (میرجلیل خاقانی) روبرو شده بودند که با تلفات فراوان از محل متواری شدند.

## جمعیت تولون
براساس سرشماری‌های نفوس و مسکن سال‌های ۱۳۶۵، ۱۳۷۰، ۱۳۷۵، ۱۳۸۵ این روستا به ترتیب ۱۳۳، ۱۰۸، ۱۰۶، ۸۹ خانوار و ۸۱۵، ۶۶۷، ۵۲۶، ۳۳۶ نفر جمعیت داشته‌است. در سرشماری ۱۳۸۵ از کل جمعیت آن ۱۴۸ نفر مرد و ۱۸۷ نفر زن بوده‌اند. در این سال از ۳۱۷ نفر جمعیت ۶ ساله و بالاتر آن ۲۵۵ نفر و بیش از ۸۰ درصد باسواد بوده همچنین تعداد ۶۸ نفر از مردان و ۳ نفر از زنان شاغل و فقط ۱ نفز از مردان بیکار گزارش شده‌اند.
بر اساس آخرین نتایج سرشماری ۱۳۹۰ روستای تولون دارای ۸۴ خانوار با ۲۷۵ نفر جمعیت می‌باشد که نسبت به ۵ سال قبل ۶۱ نفر کاهش جمعیت داشته‌است.

## اقتصاد و شغل
این روستا محلی مناسب برای دامپروری و کشاورزی بوده و به همین جهت اکثر ساکنان آن به دامپروری و کشاورزی دیم مشغول و از این طریق امرار معاش و کسب درآمد می‌نمایندو به سبب کوهستانی بودن، دامداری در آن بیشتر از کشاورزی رونق دارد. باغداری و کشت درختان گردو، سیب، آلوچه، زردآلو، گیلاس و.. به‌طور محدود انجام می‌شود و محصول گردوی تولون به سبب کیفیت بالا و مرغوبیت آن از شهرت نسبی برخوردار است.

## تاریخچه فرهنگی تولون
بررسی تاریخ شفاهی تولون نشان می‌دهد که سال‌ها قبل از احداث مدرسه به سبک نوین امروزی، علم آموزی و فراگیری علوم قرانی در منازل ساکنان انجام می‌شده و روحانیون و مربیان قرانی با ایجاد مکتب خانه و قران سرا به تعلیم کودکان تولون مشغول بوده‌اند. علاقه اهالی به فراگیری علوم جدید و کلاسیک موجب پیگیری جهت احداث مدرسه به سبک نوین شده و در سال ۱۳۲۸ اولین مدرسه روستای تولون به نام "مدرسه خاقانی تولون" توسط "میر جلیل خاقانی" که از بزرگترین و شجاعترین خوانین و مبارزین منطقه به شمار می‌آمدند با هزینه‌ی شخصی ایشان احداث و دایر شده‌ است و با توجه به عشق ایشان به مرز و بوم خود و ارج نهادن به امر مقدس آموزش،  کلیه‌ی هزینه های نگهداری و توسعه‌ی مدرسه و حقوق معلمین آن مدرسه را شخصاً می‌پرداختند.  سال‌ها بعد با پیگیریهای بعمل آمده مجوز تأسیس مدرسه راهنمایی شهید ندایی تولون اخذ و ضمیمه این مدرسه شده‌است. مدرسه میر جلیل خاقانی (مدرسه خاقانی تولون) جزو قدیمی‌ترین مدارس دولتی شهرستان مغان (گرمی) نیز به‌شمار می‌رود.  وجود مساجد و مدارس در روستای تولون سبب غنای مذهبی و اعتلای فرهنگی اهالی بوده بطوریکه برگزاری مراسم تعزیه و سوگواری در سالیان متمادی موجب شکل‌گیری یکی از بزرگترین مراسم مذهبی فرهنگی منطقه به نام شبیه خوانی تولون شده‌است که مجریان آن غالباً از اهالی و دانش آموختگان همین مدارس قدیمی می‌باشند که پله‌های ترقی را پیموده‌اند.

## جاذبه‌های گردشگری
روستای تولون به دلیل واقع شدن در دامنه کوه مغان گورکن دارای معماری زیبا و منحصر به فرد به اصطلاح ماسوله ای است و در ردیف روستاهای زیبای گردشگری ایران قرار دارد. همچنین تولون دارای مراتع سرسبز پوشیده از انواع رستنی‌ها و گیاهان دارویی، گل‌های رنگارنگ، برکه‌ها و چشمه‌های آب سرد خودجوش مسکن اعصاب و روان و جویبارهای جاری است.

### اسامی چند نقطه محل گردشگری
۱-دولان بلاغی
۲- ایسمی خان باغی
۳- سوکسر
۴-علی چاپان
۵-مدرسه میرجلیل خاقانی

#### رودخانه تولون چایی
کوه‌های اطراف روستای خان کندی (قبله داشی و قلی تاش) سرچشمه تولون چایی، یکی از مهم‌ترین رودخانه‌های فصلی شهرستان گرمی می‌باشد که با شیبی تند پس از طی مسیر میان روستاهای لسگه درق، عزیزلو، تولون، سلیمانلو، مشهدلو، قشلاق و روستای تنگ سرانجام به شهر گرمی می‌رسد و در آنجا برخی آن را گرمی چایی می‌نامند.
رودخانه تولون یا به زبان ترکی تولون چایی با گذر از شهر گرمی شیب آن ملایم تر شده و در شمال شهرستان گرمی با رودخانه محلی دیگری تلفیق شده و در مرز جمهوری آذربایجان به رودخانه بلغارچای پیوسته و در شهر بیله سوار وارد خاک جمهوری آذربایجان می‌شود.

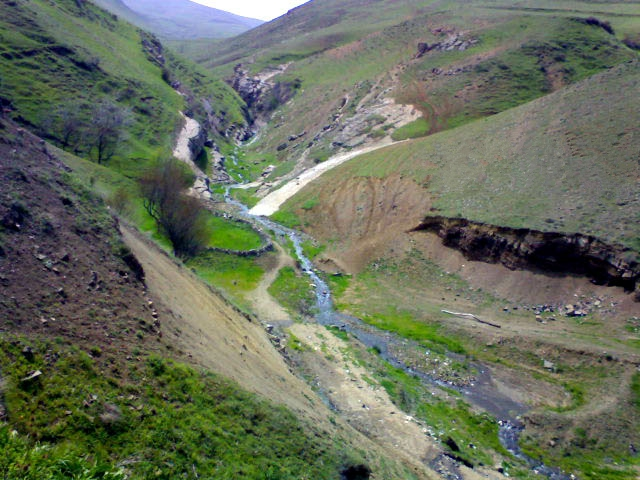
رودخانه تولون (تولون چای)

## همسایگان تولون

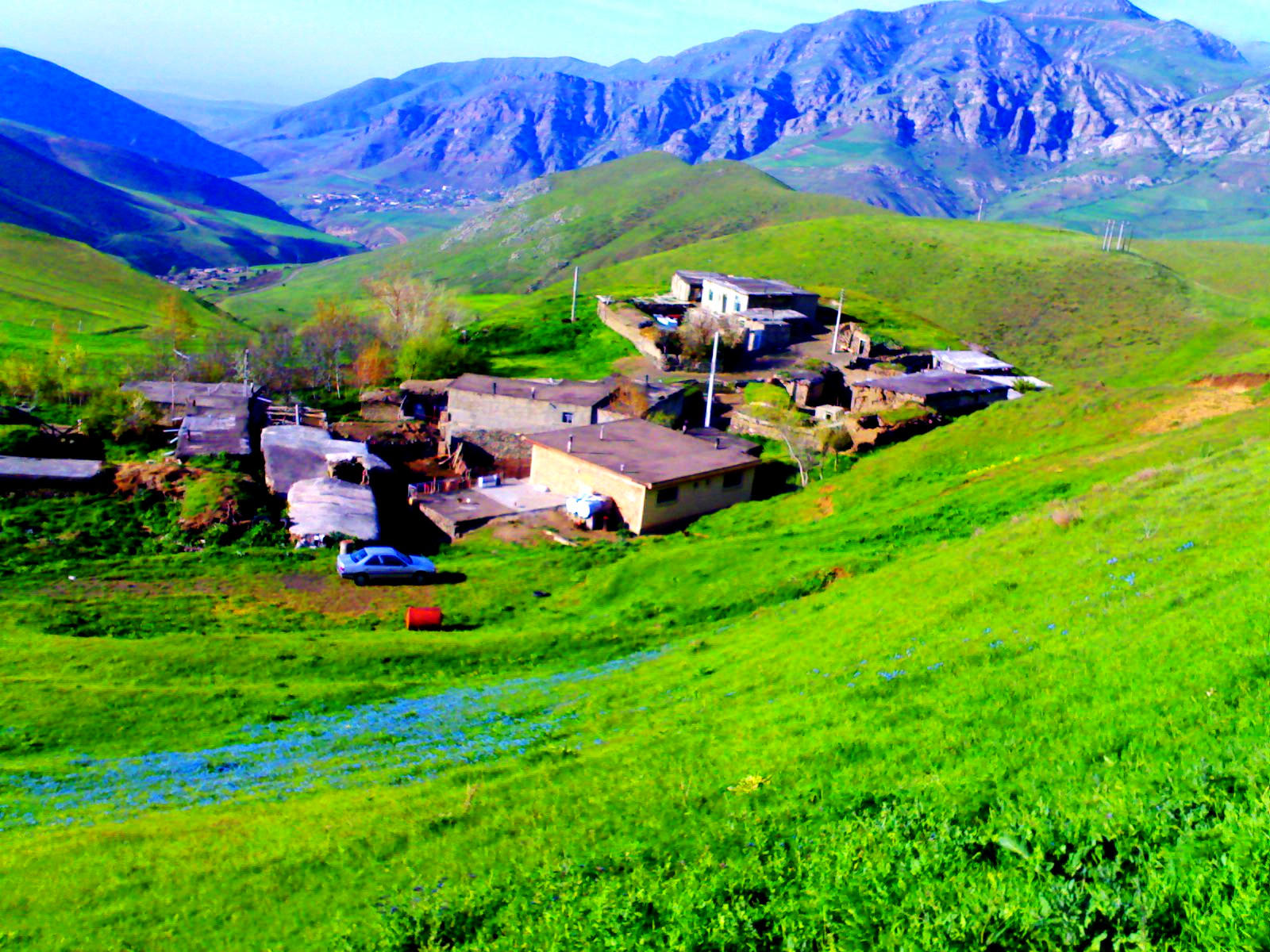
روستای
خان‌کندی همسایه جنوبی تولون

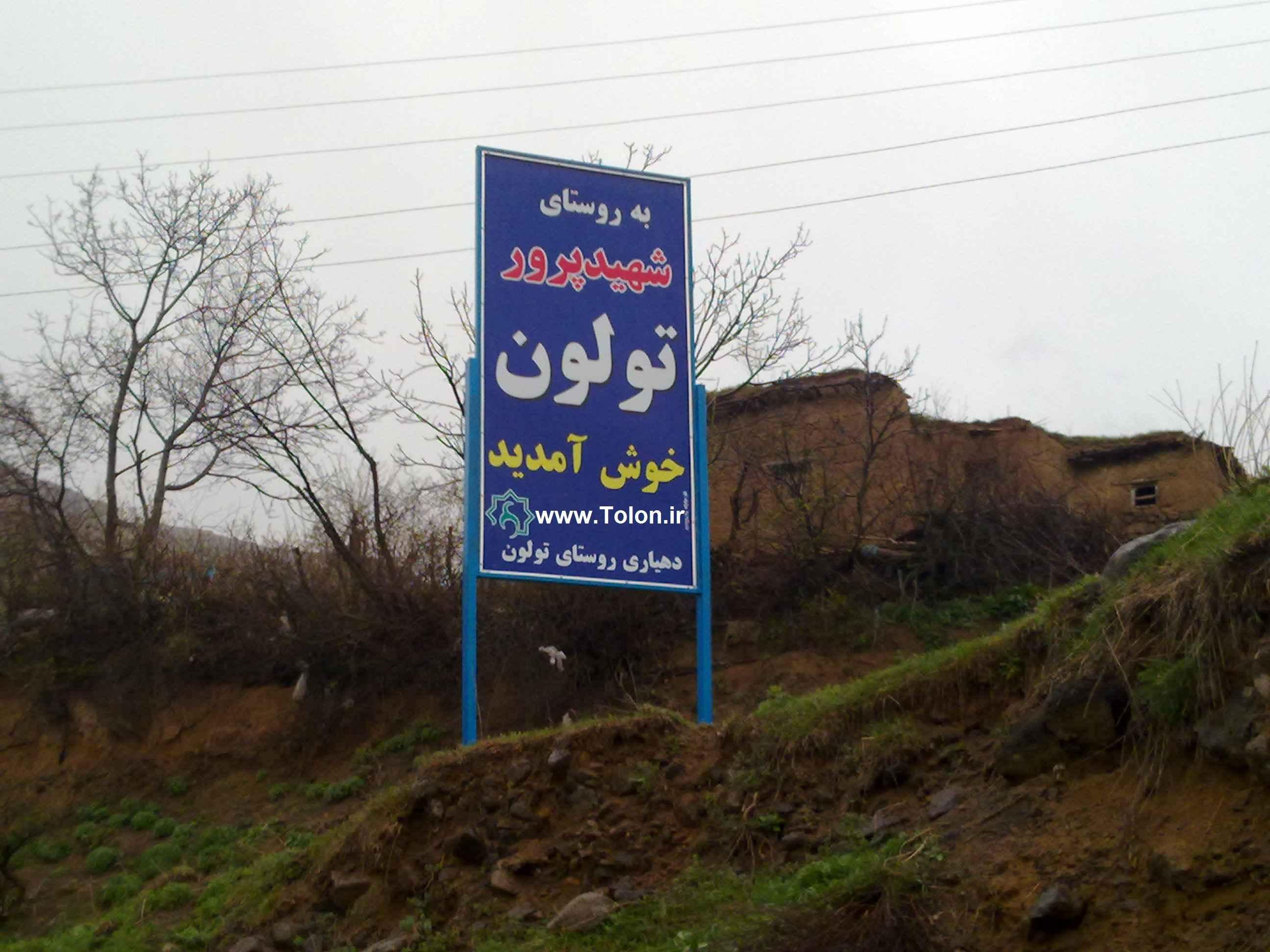
تابلوی ورودی روستای تولون

- روستای خان‌کندی
- روستای لسکه درق
- روستای عزیزلو
- روستای تولون
- روستای سلیمانلو
- روستای آرمار مشهدلو